# Xingfu
Xingfu is een merk van motorfietsen.
Chinees motormerk, gebouwd door de Shanghai Motorfietsen Fabriek. De eerste Xingfu was een kopie van de Jawa 250 cc tweecilinder van kort na de oorlog. Tegenwoordig worden lichte Honda-modellen in licentie gebouwd.